# Девора

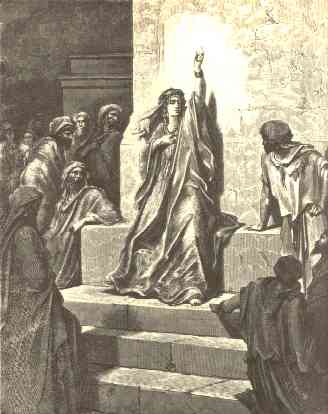
Пророчиця Девора (Гюстав Доре)

Девора (івр. דְּבוֹרָה, бджола) — персонаж Книги Суддів, четверта за рахунком суддя (шофет) Ізраїля й пророчиця епохи Суддів (XII–XI ст. до н. е.), дружина Лаппідота . Стала натхненницею і керівницею війни проти Ханаанського царя Явіна, який правив у Хацорі (Гацор) (бл. 1200–1125 р. до н. е.) та утискав народ Ізраїля 20 років. Як жінка, Девора має важливі для античного світу функції — суддівство та пророцтво. Вона передає Бараку наказ Господа зібрати 10000 чоловіків війська та йти проти Явіна і його командувача військами Сісери. Біля гори Фавор мав народ звільнитися від поневолювачів. Девора пророкувала, що біля річки Кішон Барак отримає в руки Сісеру.

## Визволення від утисків
Згідно з Біблією, Девора була жінкою, натхненною Богом, пророчицею. Девора жила в далеку епоху Суддів: євреї порівняно недавно завоювали землю Ізраїльську (яка перед тим називалася Ханаан) під проводом Ісуса Навина і з усіх боків на них нападали сусіди, прагнучи знищити народ, який зовсім недавно вийшов з єгипетського рабства. Ханаанський цар Явін, що правив у той час у Хацорі, погрожував племенам Ізраїлю. Вона передала Бараку, синові Авіноама, який жив у Кедеш Нафталі наказ від імені Бога зібрати чоловіків з колін Нафталі і Завулона і рушити з ними до гори Фавор (Тавор). Однак Барак злякався тієї місії, яку вона поклала на нього, і відповів, що згоден стати на чолі народного ополчення лише в тому випадку, якщо Девора сама візьме участь у цій війні, навіть якщо слава перемоги над ворогом буде належати не йому, чоловікові, а жінці Деворі. Тоді до гори Фавор з'явилася і Девора. Біля потоку Кішон ізраїльське ополчення зустрілося з військом фінікійського полководця Сісера. Об'єднані великою ідеєю народного визволення і підбадьорені щасливими пророкуваннями Девори і її особистою присутністю на полі брані, ізраїльтяни поблизу Мегіддо вщент розгромили Сісеру, якому не допомогли навіть його численні колісниці. Сам Сісера був вбитий жінкою під час втечі з поля брані як і пророкувала Девора (Сд. 4:9),  від руки Яїл (Яель) — жінки з кенітського племені, яке здавна було дружнім з ізраїльтянами:

## Пісня Девори
Вся п'ята глава Книги Суддів являє собою пісню Девори та Барака, що присвячена Богу в пам'ять цієї перемоги. Цей текст датується деякими науковцями 12 століттям до н. е., чи 7 ст. до н. е..